# Boxligen in Deutschland 2007/08
Auf dieser Seite sind die Tabellen der drei höchsten Ligen im Boxen in Deutschland für die Boxsaison 2007/08 aufgelistet.
Die 1. Box-Bundesliga-Saison begann am 15. Dezember 2007 und ging über 6 Wettkampftage bis zum 19. April 2008. Meister wurde der Velberter BC. Damit ist der Velberter BC zum sechsten Mal nacheinander deutscher Mannschaftsmeister im Boxen.
Die 2. Box-Bundesliga-Saison begann am 14. Dezember 2007 und ging über 6 Wettkampftage bis zum 20. April 2008. Meister wurde der SV Motor Babelsberg.

## Ligenübersicht
- 1. Bundesliga: BCO Rhein-Neckar, Velberter BC (Titelverteidiger), BR Hertha BSC und BC Wacker Gotha.
- 2. Bundesliga: BT Hanse Wismar, SV Motor Babelsberg, BSK Seelze und BC Cottbus.
- Oberliga Nord: BSC Schwerin, MBR Hamm, TSV Bayer 04 Leverkusen, UBV Schwedt und BR Hertha BSC II.
- Oberliga Süd: BCO Rhein-Neckar II, Nordhäuser SV, BC 94 Chemnitz, BC Straubing/Regensburg und BT Halle/Merseburg.

## 1. Bundesliga
|   | Verein                             | K | S | N | U | Kampfp. | Diff. | Punkte |
| - | ---------------------------------- | - | - | - | - | ------- | ----- | ------ |
| 1 | Velberter BC                       | 6 | 4 | 1 | 1 | 88:71   | +17   | 9:3    |
| 2 | BC Olympia Rhein-Neckar Heidelberg | 6 | 4 | 0 | 2 | 87:74   | +13   | 8:4    |
| 3 | Boxring Hertha BSC                 | 6 | 3 | 1 | 2 | 82:77   | +5    | 7:5    |
| 4 | BC Wacker Gotha                    | 6 | 0 | 0 | 6 | 62:97   | −35   | 0:12   |

### Kampfansetzungen
| 15. Dezember 2007       | 15. Dezember 2007 | 15. Dezember 2007       |
| ----------------------- | ----------------- | ----------------------- |
| BC Olympia Rhein-Neckar | 16-10             | Hertha BSC              |
| 5. Januar 2008          |                   |                         |
| BC Wacker Gotha         | 12-14             | Velberter BC            |
| 26. Januar 2008         |                   |                         |
| Hertha BSC              | 13-13             | Velberter BC            |
| BC Olympia Rhein-Neckar | 17-10             | BC Wacker Gotha         |
| 16. Februar 2008        |                   |                         |
| Velberter BC            | 17-10             | BC Olympia Rhein-Neckar |
| Hertha BSC              | 17-09             | BC Wacker Gotha         |
| 15. März 2008           |                   |                         |
| Hertha BSC              | 14-13             | BC Olympia Rhein-Neckar |
| Velberter BC            | 17-09             | BC Wacker Gotha         |
| 29. März 2008           |                   |                         |
| BC Olympia Rhein-Neckar | 14:13             | Velberter BC            |
| Wacker Gotha            | 12:15             | Hertha BSC              |
| 19. April 2008          |                   |                         |
| Velberter BC            | 14:13             | Hertha BSC              |
| Wacker Gotha            | 12:15             | BC Olympia Rhein-Neckar |

### Kader der Bundesligaklubs

#### BCO Rhein-Neckar
- Bantamgewicht (bis 54 kg): Denis Makarov und Michael Loginov
- Federgewicht (bis 57 kg): Benjamin Fuchs und Toygar Kayalar
- Leichtgewicht (bis 60 kg): Sandro Schaer, Arthur Schmidt und Sinan Bayrak
- Halbweltergewicht (bis 64 kg): Slawa Kerber
- Weltergewicht (bis 69 kg): Dimitri Sorokin, Rinat Karimov und Alexander Miller
- Halbschwergewicht (bis 81 kg): Gottlieb Weiss und Hüseyin Cinkara
- Schwergewicht (über 81 kg): Erik Pfeiffer und Erkan Teper

#### Velberter BC
- Bantamgewicht (bis 54 kg): Vardan Zakarjan, Rustam Rahimow und Sebastian Tlatlik
- Federgewicht (bis 57 kg): Andreas Propp
- Leichtgewicht (bis 60 kg): Wilhelm Gratschow, Sergej Haan und Robert Tlatlik
- Halbweltergewicht (bis 64 kg): Martin Dresen und Harun Sipahi
- Weltergewicht (bis 69 kg): Odion Moses, Christian Streu und Artjom Merjasov
- Mittelgewicht (bis 75 kg): Dimitri Serdjoek
- Halbschwergewicht (bis 81 kg): Robert Woge
- Schwergewicht (über 81 kg): Alexander Powernow und Vitali Boot

- Trainer: Mike Hanke und Hennie van Bemmel

#### BR Hertha BSC
- Bantamgewicht (bis 54 kg): Hafid Bouji
- Federgewicht (bis 57 kg): Eduard Tag
- Leichtgewicht (bis 60 kg): Eugen Burhard
- Halbweltergewicht (bis 64 kg): Krizstof Zsot
- Weltergewicht (bis 69 kg): Amin Wehbe
- Mittelgewicht (bis 75 kg): Stefan Härtel
- Halbschwergewicht (bis 81 kg): René Krause
- Schwergewicht (über 81 kg): Robert Helenius

#### BC Wacker Gotha
- Bantamgewicht (bis 54 kg):
- Federgewicht (bis 57 kg): Zsolt Hodosi
- Leichtgewicht (bis 60 kg): David Preisner
- Halbweltergewicht (bis 64 kg): Issa El Sleiman
- Weltergewicht (bis 69 kg): Thomas Bolz
- Mittelgewicht (bis 75 kg): Istvan Szili
- Halbschwergewicht (bis 81 kg): Sergej Schmidt
- Schwergewicht (über 81 kg): Christian Wallot

## 2. Bundesliga
|   | Verein               | K | S | N | U | Kampfp. | Diff. | Punkte |
| - | -------------------- | - | - | - | - | ------- | ----- | ------ |
| 1 | SV Motor Babelsberg  | 6 |   |   |   | 75:67   | +8    | 7:5    |
| 2 | BC Cottbus           | 6 |   |   |   | 74:70   | +4    | 7:5    |
| 3 | BSK Seelze           | 6 |   |   |   | 69:74   | −5    | 5:7    |
| 4 | BoxTeam Hanse Wismar | 6 |   |   |   | 68-75   | −8    | 5:7    |

## Oberliga Nord
|   | Verein                  | K | S | N | U | Kampfp. | Diff. | Punkte |
| - | ----------------------- | - | - | - | - | ------- | ----- | ------ |
| 1 | BSC Schwerin            | 7 |   |   |   | 90:68   | +22   | 12:2   |
| 2 | MBR Hamm                | 7 |   |   |   | 75:81   | −6    | 7:7    |
| 3 | UBV Schwedt             | 7 |   |   |   | 80:80   | 0     | 6:8    |
| 4 | TSV Bayer 04 Leverkusen | 8 |   |   |   | 91:92   | −1    | 6:10   |
| 5 | Boxring Hertha BSC II   | 7 |   |   |   | 68:83   | −15   | 5:9    |

## Oberliga Süd
|   | Verein                                | K | S | N | U | Kampfp. | Diff. | Punkte |
| - | ------------------------------------- | - | - | - | - | ------- | ----- | ------ |
| 1 | BT Halle/Merseburg                    | 6 |   |   |   | 70:68   | +2    | 8:4    |
| 2 | Nordhäuser SV                         | 6 |   |   |   | 70:70   | 0     | 7:5    |
| 3 | BC 94 Chemnitz                        | 6 |   |   |   | 66:67   | −1    | 6:6    |
| 4 | BC Olympia Rhein-Neckar Heidelberg II | 7 |   |   |   | 83:81   | +2    | 6:8    |
| 5 | BC Straubing/Regensburg               | 7 |   |   |   | 79:82   | −3    | 5:9    |